# صغيرة هي مربحة
صغيرة هي مربحة هو كتاب صدر عام 2002 من قبل المحلل في مجال الطاقة أموري لوفنز وغيره. ويصف الكتاب 207 طريقة في كيفية تأثير حجم «الموارد الكهربائية» -الأجهزة التي تصنع، تقتصد أو تخزن الكهرباء-على قيمتها الاقتصادية. فإنه يرى أن حساب المنافع الاقتصادية من الموارد الكهربائية «الموزعة» (اللامركزية) ترفع عادة من قيمتها بشكل كبير، وربما عشرة أضعاف، وذلك من خلال نظام التخطيط المحسن، وبناء المرافق وتشغيلها (وخاصة من الشبكة)، وجودة الخدمة، وتجنب التكلفة الاجتماعية. هذا يجب أن يغير طريقة تسويق واستخدام الموارد الموزعة، وجعل السياسات والفرص التجارية واضحة.
ولقب بـ كتاب العام من قبل ذا إيكونومست.